# عبدالرحمان مزیان
عبدالرحمان مزیان (عربی: عبد الرحمن مزيان؛ زادهٔ ۷ مارس ۱۹۹۴) بازیکن فوتبال اهل الجزایر است.
از باشگاه‌هایی که در آن بازی کرده‌است می‌توان به باشگاه فوتبال اسپرانس تونس اشاره کرد.
وی همچنین در تیم‌های ملی فوتبال زیر ۲۳ سال الجزایر و الجزایر بازی کرده‌است.